# كورتيس ستيفنز (ملاكم)
كورتيس ستيفنز (بالإنجليزية: Curtis Stevens)‏ مواليد 10 مارس 1985 في بروكلين، نيويورك، نيويورك، الولايات المتحدة، هو ملاكم محترف أمريكي يصنف ضمن فئة وزن خفيف الثقيل.

## إحصائيات
خاض خلال مسيرته 34 نزالا، فاز في 29 وخسر في 5. فاز بالضربة القاضية في 21 نزالا.

## روابط خارجية
- كورتيس ستيفنز على موقع بوكس ريك (الإنجليزية) (registration required)